# Питър Уелър
Питър Уелър (на английски: Peter Weller) (роден на 24 юни 1947 г.) е американски актьор и режисьор, номиниран за награди „Оскар“ и „Сатурн“. Най-известен е с ролята си на Алекс Мърфи във филмите „Робокоп“ и „Робокоп 2“, както и с главната роля в култовия филм „Приключенията на Букару Банзай“.

## Частична филмография

### Филми
- 1984: „Приключенията на Букару Банзай“ – Букаро Банзай
- 1987: „Робокоп“ – Полицай Алекс Мърфи / Робокоп
- 1990: „Робокоп 2“ – Робокоп
- 1992: „Петдесет на петдесет“ – Джейк Уайър
- 1995: „Писъци“ – Джо Хендриксън
- 1995: „Отвъд облаците“ – Роберто
- 1995: „Могъщата Афродита“ – Джери Бендър
- 1995: „Примамката“ – Бакстър
- 2012: „Черният рицар се завръща“ – Брус Уейн / Батман
- 2013: „Стар Трек: Пропадане в мрака“ – Александър Маркъс
- 2014: „Трафик на хора“ – Капитан Костело

### Телевизия
- 2002: „Одисей 5“ – Чък Тагарт
- 2003: „ФБР инструктор“ – Джерард
- 2005: „Стар Трек: Ентърпрайз“ – Джон Фредерик Пакстън
- 2006: „24“ – Кристофър Хендерсън
- 2006: „Монк“ – Актьорът в ролята на Стотълмайър
- 2010: „Експериментът“ – Алистър Пек
- 2010: „Декстър“ – Стан Лиди
- 2010: „Осмо чувство“ – Професор Карл Ротменсън / Ин
- 2011-2013: „Синове на анархията“ – Чарлс Бароски
- 2012: „Д-р Хаус“ – Д-р Пенза
- 2013: „Хавай 5-0“ – Кърт Стоунър